# فيلي براون (لاعب كرة قدم مواليد 1950)
فيلي براون (بالإنجليزية: Willie Brown)‏ هو لاعب كرة قدم بريطاني في مركز الهجوم، ولد في 5 فبراير 1950 في فلكرك في المملكة المتحدة. لعب مع نادي بارو ونادي برينتفورد ونادي بيرنلي ونادي توركي يونايتد ونادي كارلايل يونايتد ونادي هيرفورد ونيوبورت كونتي.